# (40198) Azarkhalatbari
(40198) Azarkhalatbari  est un astéroïde de la ceinture principale découvert le 16 septembre 1998 à Caussols par le projet ODAS. Il a été nommé en l'honneur de la journaliste scientifique française Azar Khalatbari, décédée le 15 avril 2022. Sa désignation provisoire était 1998 SA1.